# Hollenberg (Nederland)
Hollenberg (Nedersaksisch: Hollenbarg) is een buurtschap in de gemeente Aalten, provincie Gelderland. Het ligt tussen Aalten en Bredevoort.

## Geschiedenis
De Hollenberg was van oudsher een galgenveld (executieplaats) voor de veroordeelden van de drost van de Heerlijkheid Bredevoort. Uit de "Bestuursinrichting Heerlijkheid Bredevoort" blijkt dat de bewoners van 't Groot Kempink in Heurne en 't Goorhuis, de veroordeelde crimineel, nadat hem het vonnis was voorgelezen op 't Zand te Bredevoort, moesten afvoeren naar de Hollenberg. Zij moesten ook zonder uitzondering galg(en), rad, kruis, en andere instrumenten voor de executie daarheen brengen in opdracht van de officier. Op 3 oktober 1729 wordt na een proces in Bredevoort en vonnis op 't Zand Klaas Nijman uit de Heurne geëxecuteerd op de Hollenberg. Hij was een landloper die was beschuldigd van diefstal met geweld, brandstichting en meer vergrijpen, en was op verschillende plaatsen al verbannen, maar steeds weer terugkeerde. Hij werd als afschrikwekkend voorbeeld voor anderen op de Hollenberg gewurgd, en vervolgens in brand gestoken. Onbekend is wanneer de laatste terechtstelling plaatsvond, tegenwoordig is de Hollenberg een rustig woon- en recreatiegebied.

## Overig
Lokaal genoot de Hollenberg enige bekendheid met de aanwezigheid van Aaltens Oostenrijks modelspoorpanorama en de aanwezige smalspoorlijn. Dit werd gesloten in 2015, na toenemende klachten van omwonenden. De treinen werden verkocht aan een plaatselijk partycentrum.